# سبک زندگی هیتوری بوچی
سبک زندگی هیتوری بوچی (ژاپنی: ひとりぼっちの○○生活) یک سریال مانگا در سبک یونکوما ژاپنی است که توسط کاتسووو نوشته و تصویرگری شده است. هشت جلد تانکوبون از این مانگا منتشر شده است. یک سریال تلویزیونی انیمه توسط استودیو سی۲سی تولید شد که از آوریل تا ژوئن ۲۰۱۹ پخش شد.

## داستان
بوچی هیتوری دختری است که از اضطراب اجتماعی رنج می‌برد و در برقراری ارتباط با دیگران مشکل دارد. تنها دوست او، دوست دوران کودکی‌اش یعنی کای یاراوا است. با رسیدن به دوره راهنمایی، این دو دوست باید از هم جدا شوند. کای که نگران حال هیتوری است به او می‌گوید با رفتن او، باید تلاش کند تا با بقیه بچه‌های مدرسه دوست شود. حالا این دختر که از اجتماع می‌ترسد، باید پا به میدان گذاشته، بر ترس خود غلبه کرده و با بقیه دوست شود.

## بازخوردها
بخشی از متن تیتراژ قسمت ششم این انیمه در مراسم گجت توشین سال ۲۰۱۹ برگزیده شد.